# Quillette
Quillette es una revista en línea en inglés, fundada por la escritora australiana Claire Lehmann. Se centra en temas relacionados con ciencia, tecnología, media, cultura y política.
Quillette se creó en 2015 para centrarse en temas científicos, pero ha pasado a centrarse en la cobertura de temas políticos y culturales relacionados con la libertad de expresión y la política identitaria. Se ha descrito en diversos medios como de tendencia libertaria.y "la respuesta muy influyente de la derecha a Slate".

## Línea editorial
Quillette se define como "una plataforma para el pensamiento libre. Respetamos las ideas, incluso las peligrosas. También creemos que la libre expresión y el libre intercambio de ideas ayudan a la sociedad a prosperar y progresar. Quillette tiene como objetivo proporcionar una plataforma para este intercambio. " 

## Historia
La revista Quillette inició su publicación en octubre de 2015 en Sídney, Australia. Cobró notoriedad tras publicar el 7 de agosto de 2017 las respuestas del cuatro científicos (Lee Jussim, David P. Schmitt, Geoffrey Miller, and Debra Soh) al controvertido memorándum “Google’s Ideological Echo Chamber” de James Damore. Tras su publicación la página web tuvo que cerrar temporalmente debido a un ataque DDoS. La revista se sufraga con las contribuciones de sus lectores via Patreon.

## Recepción
Quillette ha recibido apoyos de intelectuales de prestigio como Richard Dawkins, Steven Pinker, Jordan Peterson and Sam Harris.
En The Guardian, Jason Wilson criticó a Quillette como “una página web obsesionada con la supuesta guerra a la libertad de expresión en los campus universitarios”. En The Washington Post, Aaron Hanlon la describió como una “revista obsesionada con los males de la ‘teoría crítica’ y el postmodernismo”. En The New York Times, Bari Weiss describió a Claire Lehmann como miembro de la Intellectual dark web. En la revista New York, Andrew Sullivan juzgó a Quillette como “estimulantemente heterodoxa”. En el periódico de Seattle The Stranger, Katie Herzog señaló que, aunque “muchos de sus colaboradores son académicos”, Quillette “parece más un conjunto de bien investigadas columnas de opinión que una revista académica”.
El periodista español Borja Bauzá calificó a la revista de «azote de la ‘política de la identidad’».

## Otros proyectos
Quillette comenzó a publicar en mayo de 2018 el podcast Wrongspeak, presentado por Jonathan Kay y Debra Soh. Wrongspeak trata de "todo eso que creemos cierto, pero no podemos decir".
Ha tocado temas relacionados con los diferencias psicológicas entre hombres y mujeres, libertad de expresión e las universidades y disforia de género en niños.